# Ceratocanthus termiticola
Ceratocanthus termiticola là một loài bọ cánh cứng trong họ Hybosoridae. Loài này được Wasmann miêu tả khoa học năm 1894.